# Angraecum infundibulare
Angraecum infundibulare är en orkidéart som beskrevs av John Lindley. Angraecum infundibulare ingår i släktet Angraecum och familjen orkidéer. Inga underarter finns listade i Catalogue of Life.

## Bildgalleri

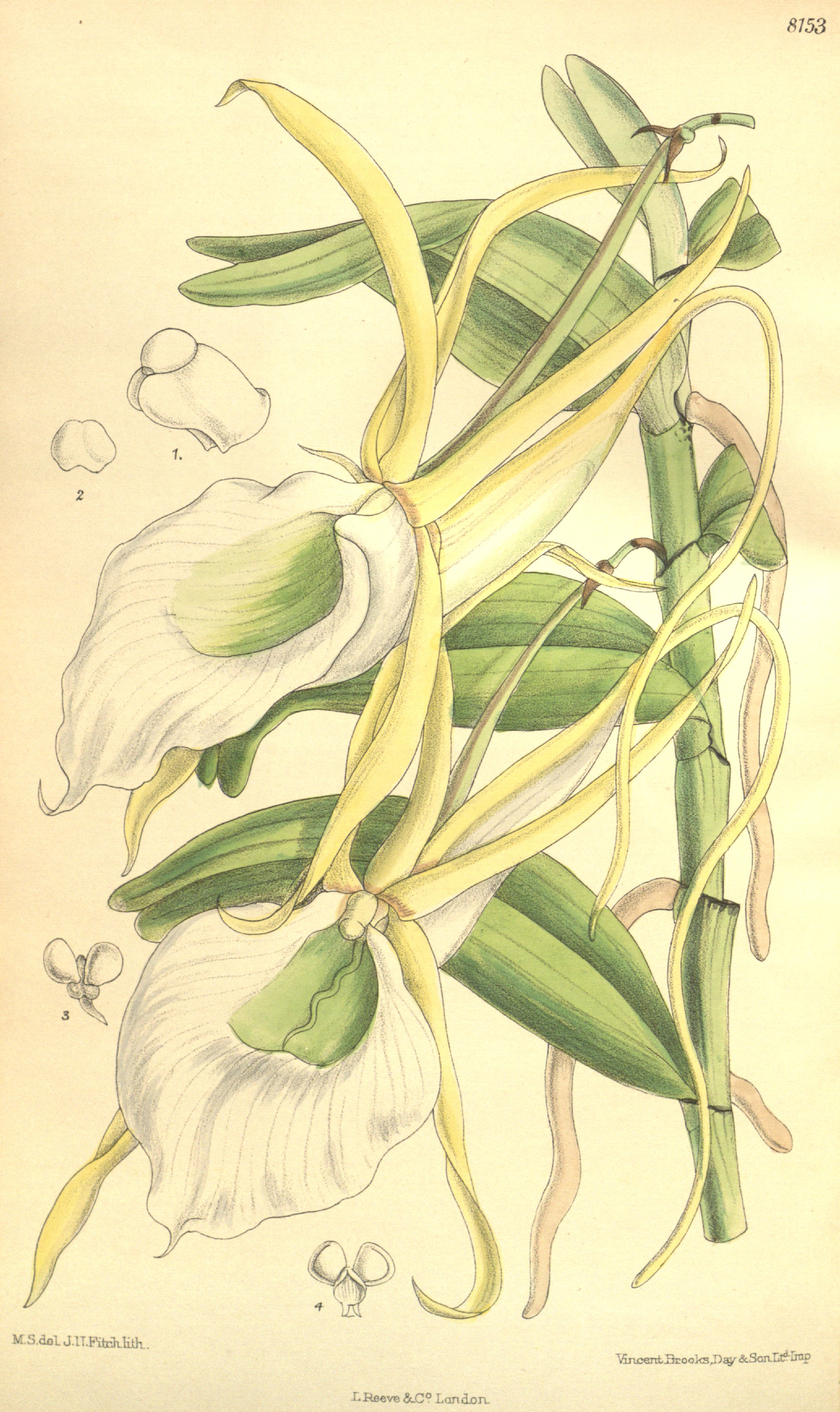
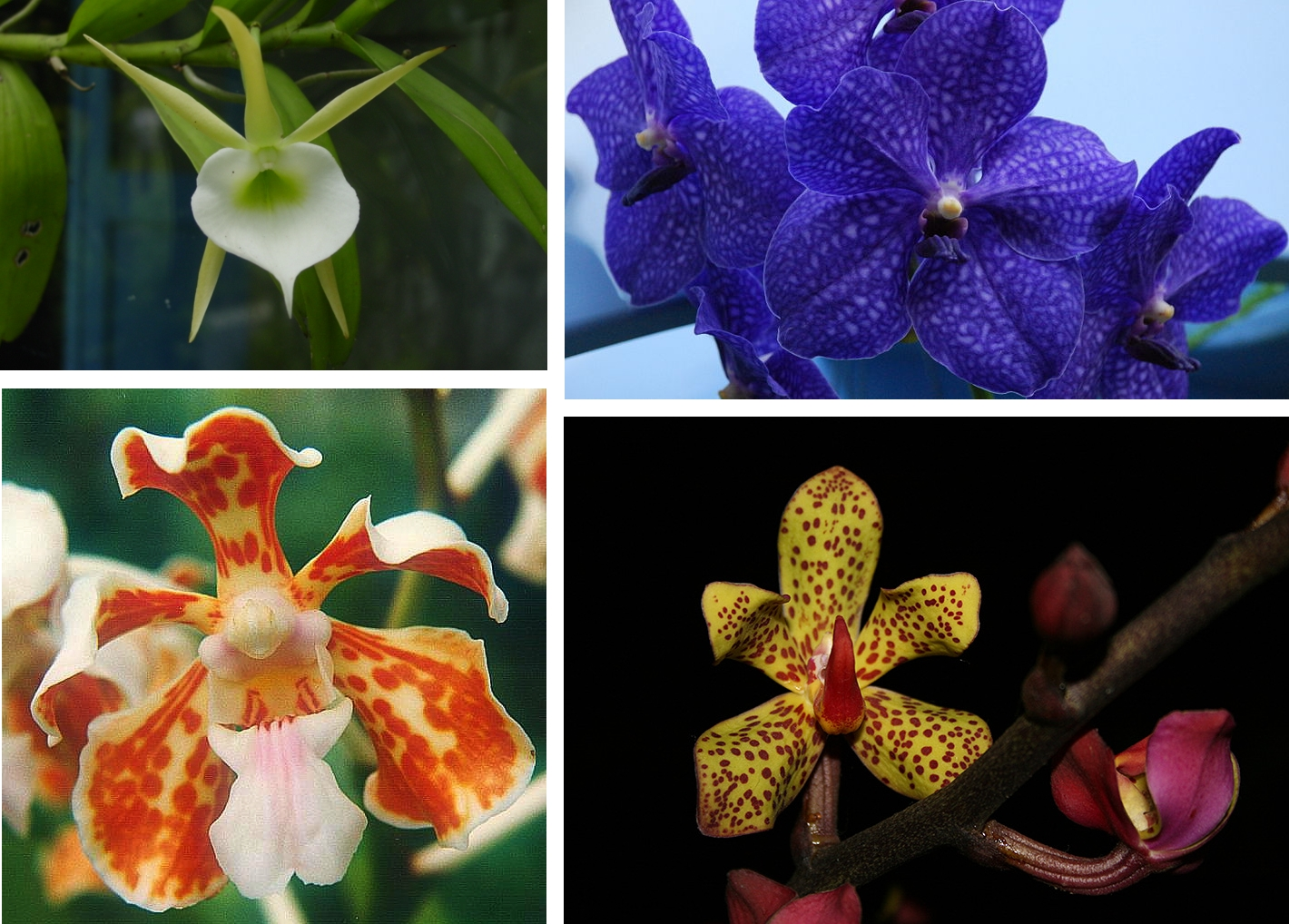